# Вика тонколиста
Вика тонколиста, горошок тонколистий (Vicia tenuifolia) — вид рослин родини бобові (Fabaceae), Поширений у більшій частині Європи, в Азії та Північній Африці.

## Опис
Багаторічна трав'яниста рослина 80–200 см завдовжки. Квітконоси з китицею зазвичай майже вдвічі довшою листків. Листочки розташовані в 2 площинах, орієнтованих під гострим кутом один до одного. Віночок 12–15 мм довжиною.

## Поширення
Поширений у більшій частині Європи, в Азії та Північній Африці (Алжир, Марокко).
В Україні зростає на сухих луках, степових схилах, в чагарниках — в Лісостепу і Степу, зазвичай; в лісовій зоні, рідше.

## Галерея

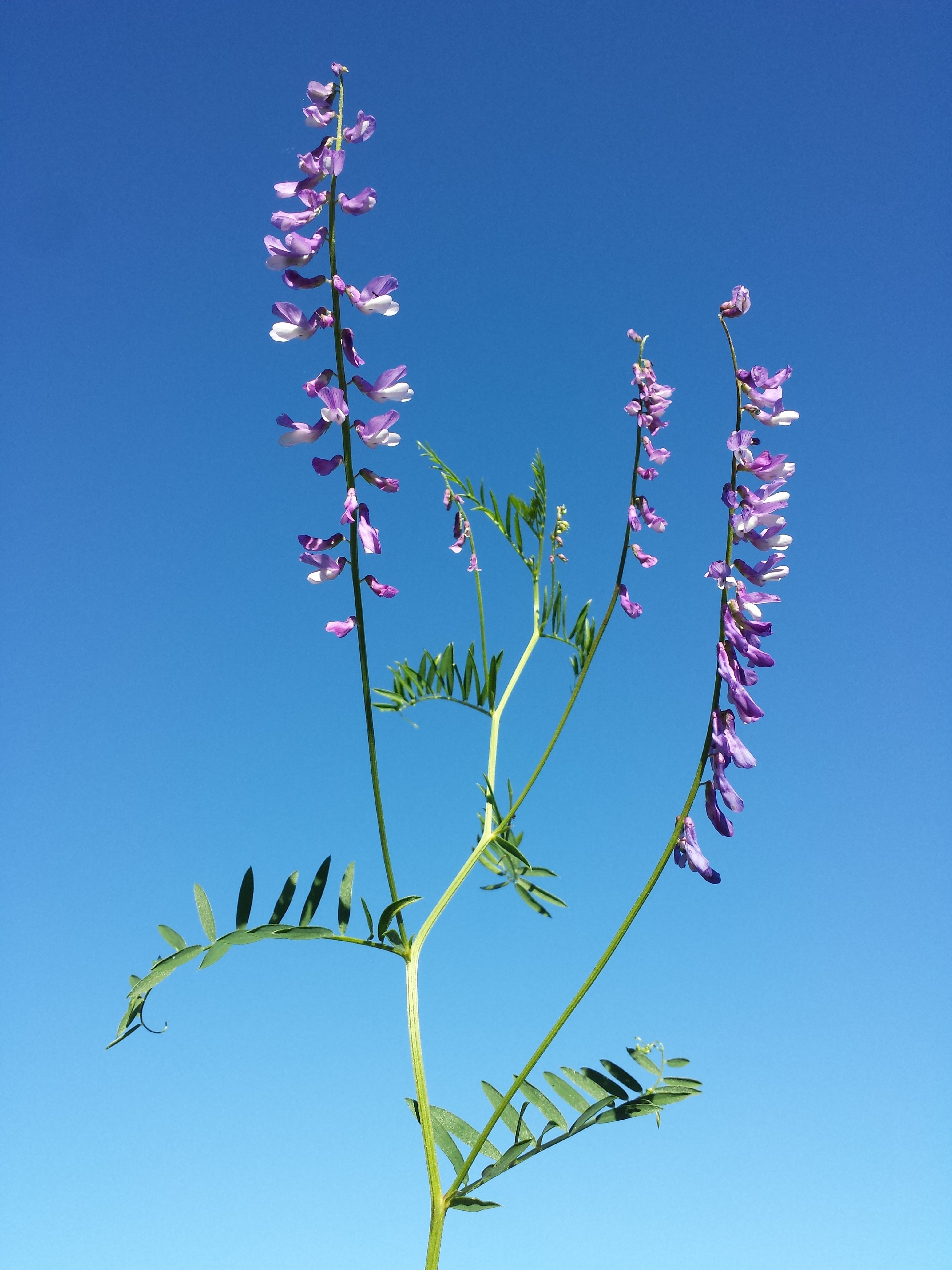
рослина
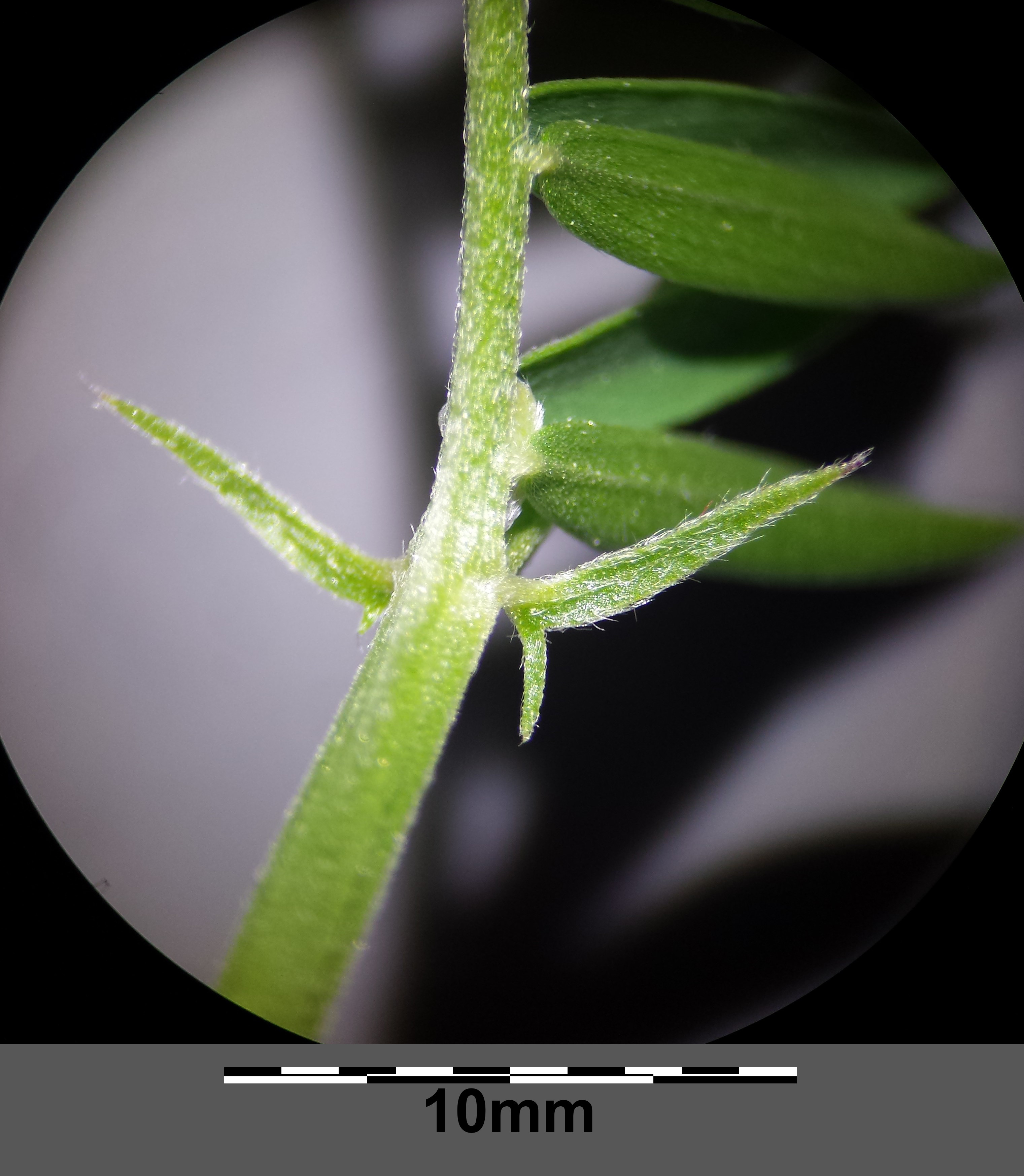
стебло з прилистками
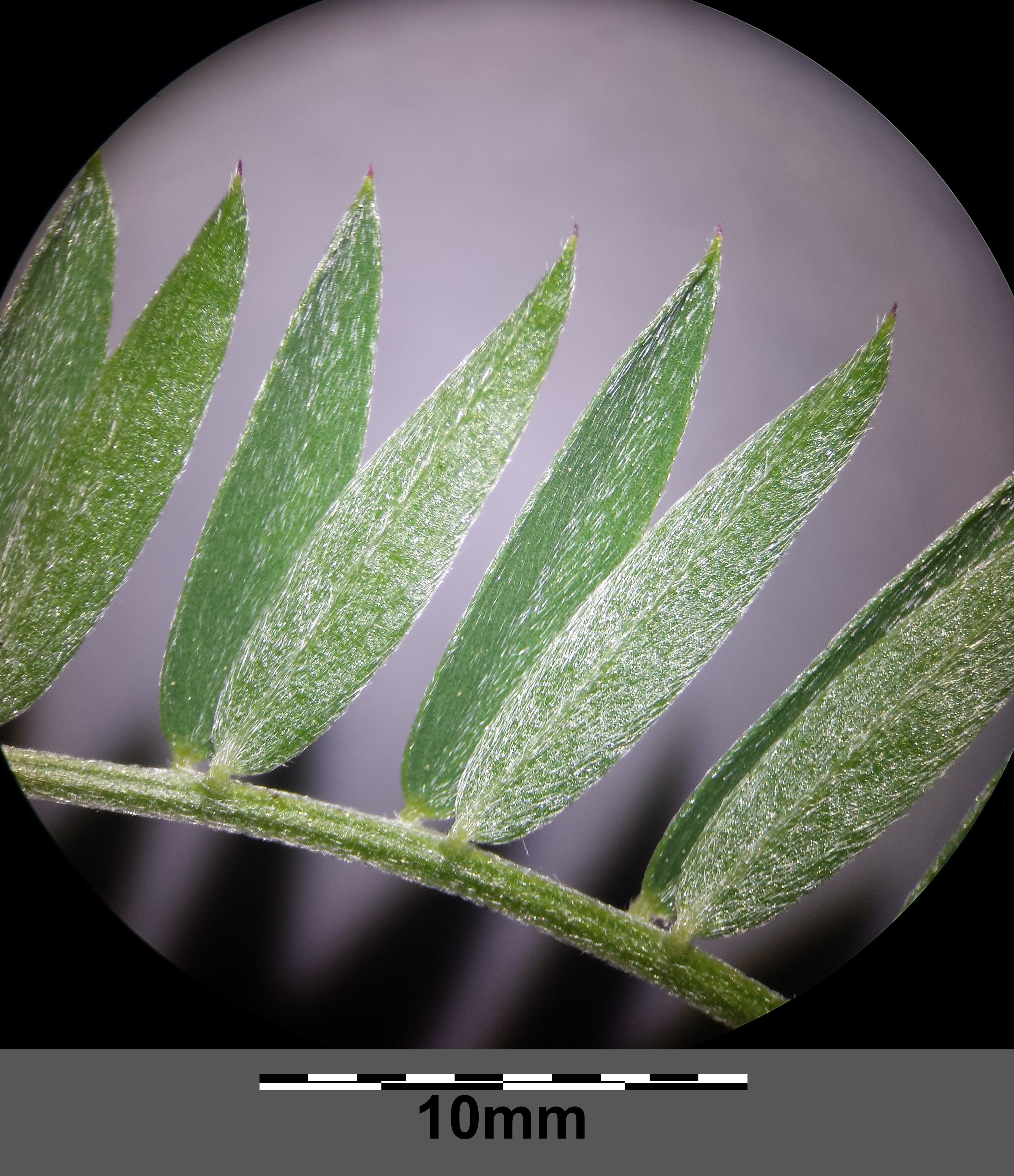
лист із листочками
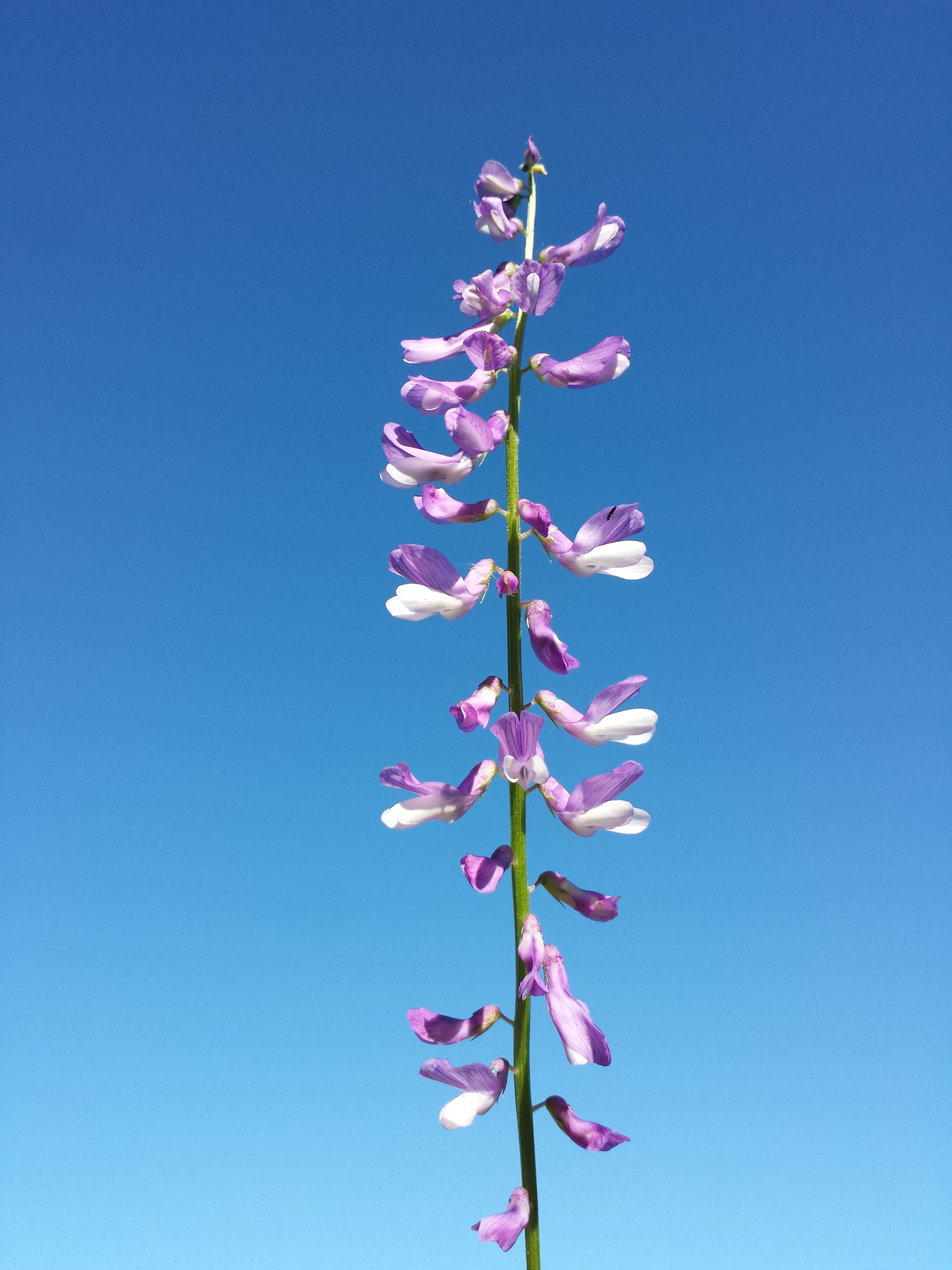
суцвіття
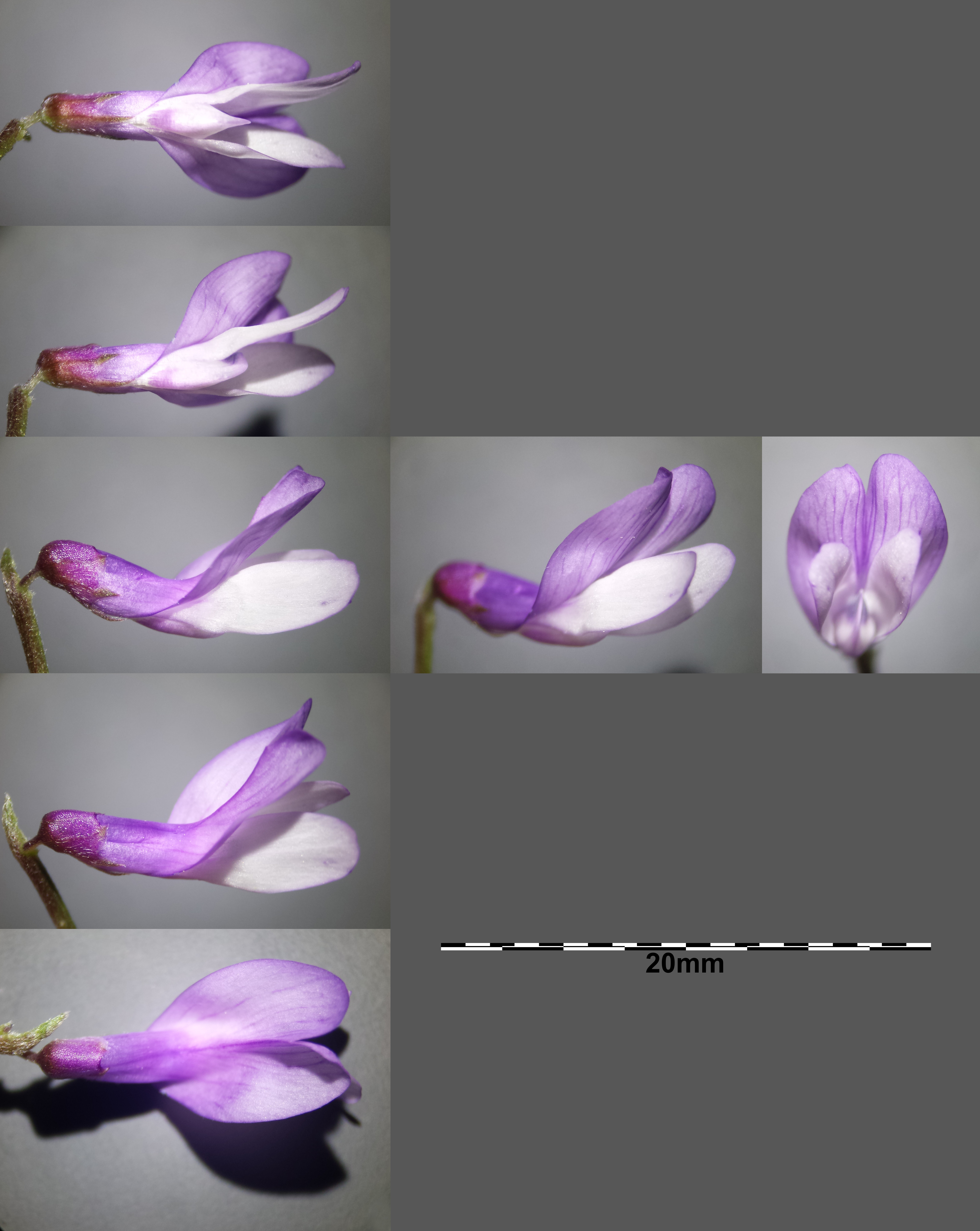
квітка
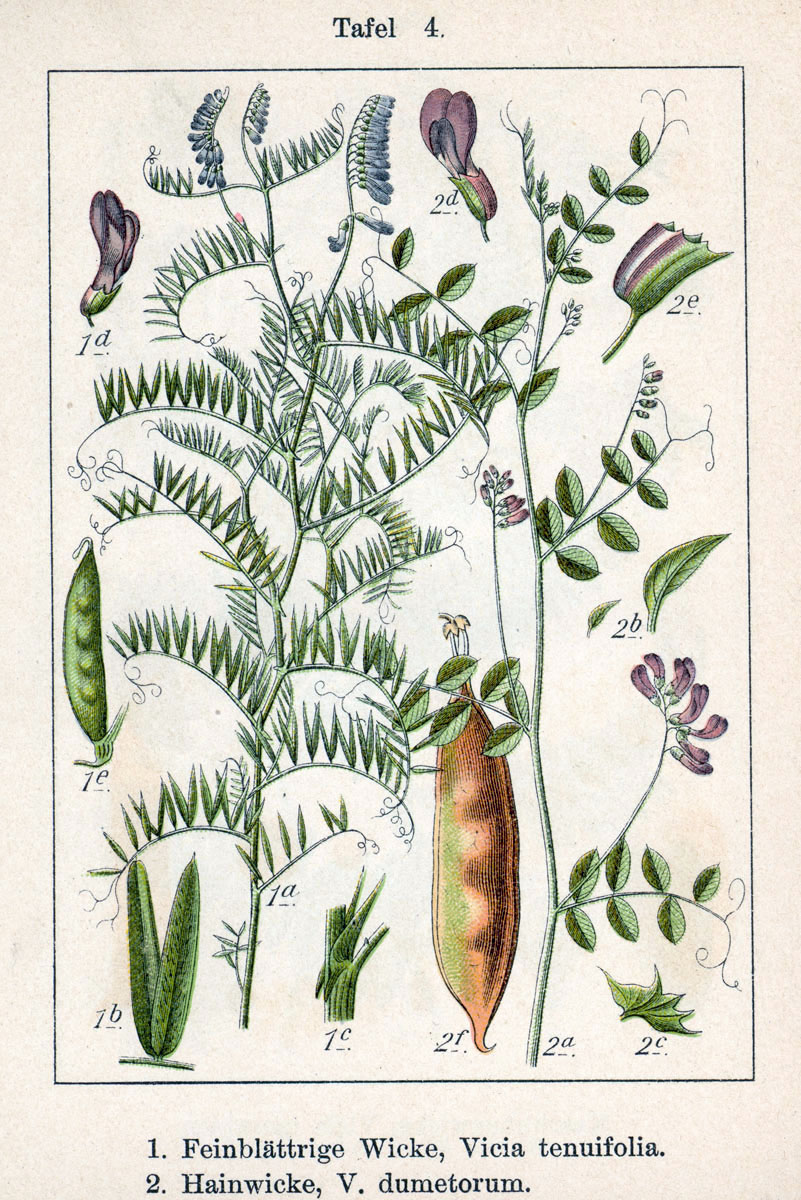
V. tenuifolia ліворуч на ілюстрації